# Municipio de Lincoln Dale
El municipio de Lincoln Dale (en inglés: Lincoln Dale Township) es un municipio ubicado en el condado de Sheridan en el estado estadounidense de Dakota del Norte. En el año 2010 tenía una población de 27 habitantes y una densidad poblacional de 0,3 personas por km².

## Geografía
El municipio de Lincoln Dale se encuentra ubicado en las coordenadas 47°37′51″N 100°21′4″O / 47.63083, -100.35111. Según la Oficina del Censo de los Estados Unidos, el municipio tiene una superficie total de 91.27 km², de la cual 90,62 km² corresponden a tierra firme y (0,71 %) 0,65 km² es agua.

## Demografía
Según el censo de 2010, había 27 personas residiendo en el municipio de Lincoln Dale. La densidad de población era de 0,3 hab./km². De los 27 habitantes, el municipio de Lincoln Dale estaba compuesto por el 100 % blancos. Del total de la población el 0 % eran hispanos o latinos de cualquier raza.